# Gare de Courcelles-Ceinture
Pour les articles homonymes, voir Gare de Courcelles.
La gare de Courcelles-Ceinture est une gare ferroviaire française de la ligne de Petite Ceinture, dans le 17e arrondissement de Paris.
Elle est, désormais, fermée et détruite.

## Situation ferroviaire
La gare se situait à proximité de la porte d'Asnières, dans le quartier de la Plaine-Monceau, dans la tranchée reliant le boulevard Berthier au boulevard Pereire, encadrée par la rue Verniquet et la rue Philibert-Delorme, créées toutes deux lors de la construction de la ligne,. Elle comporte plusieurs voies et quais. Son bâtiment voyageurs, situé à l'extrémité de la tranchée, à l'intersection entre le boulevard Pereire, la rue Alfred-Roll, la rue Alphonse-de-Neuville et la rue Verniquet a été construit par la Compagnie des chemins de fer de l'Ouest.

## Histoire

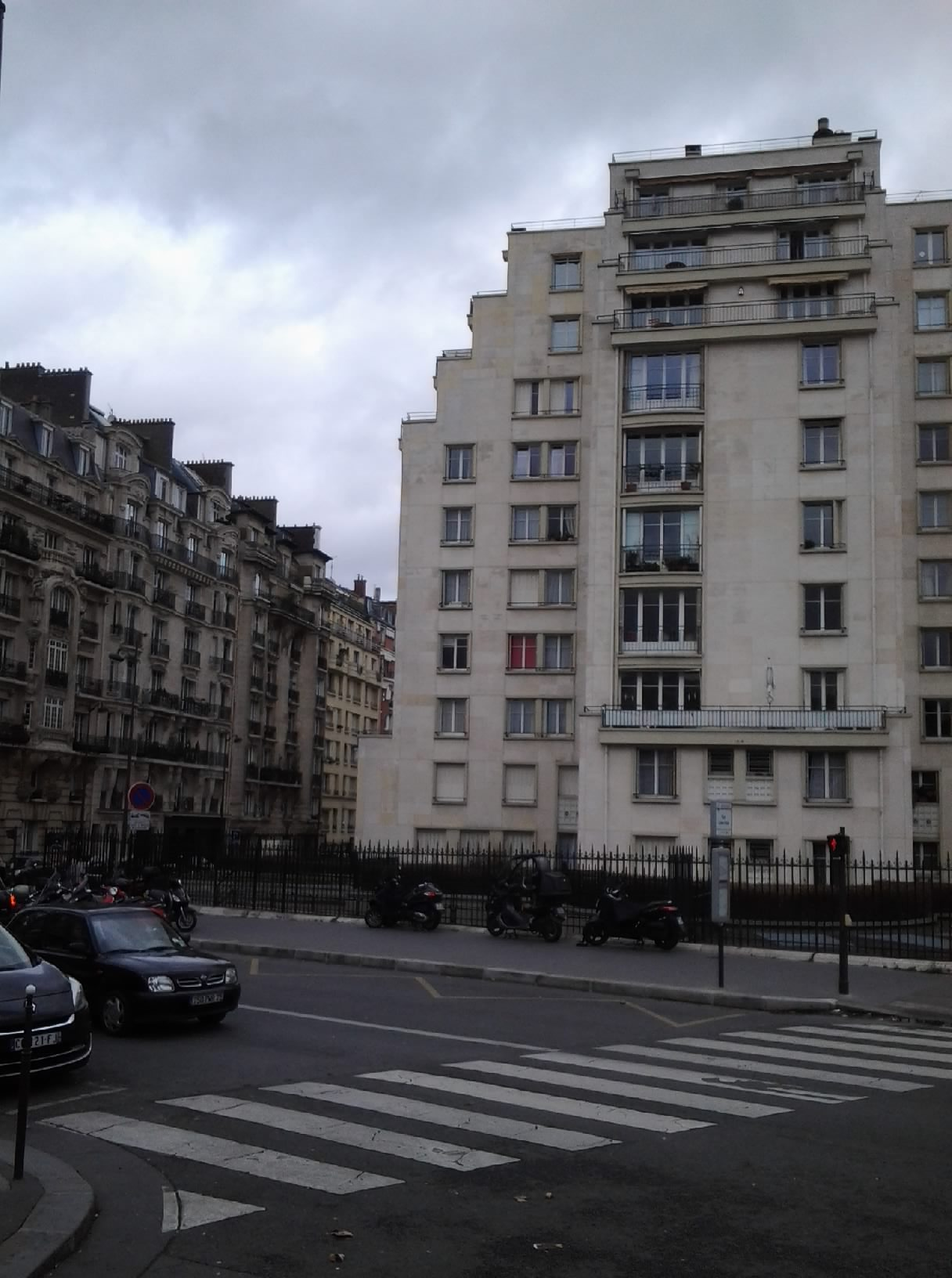
Emplacement de la gare de Courcelles-Ceinture.

La gare de Courcelles-Ceinture est ouverte aux voyageurs le 25 mars 1869 à la suite de la construction du raccordement de Courcelles, direct entre Clichy (ceinture rive droite) et la ligne d'Auteuil, permettant le bouclage complet de la ligne de Petite Ceinture. Son architecture inspirée des pagodes suit un modèle défini par l’architecte Juste Lisch.
Elle devient le point central de la ligne[Quand ?] : elle est le point de départ et le terminus des trains circulaires de voyageurs et permet la correspondance avec la ligne d'Auteuil et avec les trains assurant la jonction entre la gare Saint-Lazare et la gare du Champ de Mars (raccordement de Boulainvilliers construit pour la desserte de l'Exposition universelle de 1900).
Étant donné sa proximité avec la gare de Courcelles-Levallois, elle est mise en correspondance directe avec celle-ci via une passerelle puis un passage souterrain.
Comme le reste de la Petite Ceinture, la gare est fermée au trafic voyageurs depuis le 23 juillet 1934. Elle sert alors de dépôt.
Elle a été détruite dans les années 1950 pour faire place à un programme immobilier. La tranchée a été couverte et en grande partie intégrée comme parkings souterrains des nouveaux immeubles. Seule une portion a été conservée le long de la rue Philibert-Delorme. Elle fait aujourd’hui partie de la ligne d'Ermont - Eaubonne à Champ-de-Mars créée en 1988 et empruntée par les trains de la ligne C du RER.